# Pebbles
Perri Arlette Reid (flicknamn; McKissack), född 29 augusti 1964 i Oakland i Kalifornien, är en amerikansk sångare, låtskrivare, musikproducent, skivbolagschef och manager professionellt känd under artistnamnet Pebbles.
Pebbles är mest känd som skivbolagschef för det egna Savvy Records och som grundare och manager åt R&B-gruppen TLC, som blev en av de mest framgångsrika musikgrupperna genom tiderna. Under slutet av 1980- och tidigt 1990-tal hade hon en framgångsrik solokarriär med studioalbumen Pebbles (1988) och Always (1990) som båda mottog platinacertifikat av Recording Industry Association of America (RIAA). Hennes musiksinglar "Girlfriend" (1987), "Mercedes Boy" (1988), "Giving You the Benefit" (1990), "Love Makes Things Happen" (1990) och "Backyard" (1991) blev stora hits både på Billboard Hot 100 och Hot R&B/Hip-Hop Songs. Pebbles konverterade religion 1997 och började arbeta som präst år 2000.

## Diskografi
- Pebbles (1988)
- Always (1990)
- Straight from My Heart (1995)
- Prophetic Flows Vol I & II (2008)